# デザインファーム建築設計スタジオ
デザインファーム建築設計スタジオ(-けんちくせっけい-)は、東京都中野区新井にある、主に建築設計を体得させる少人数制の建築教育学校。生徒と教師が向き合い学ぶ、アトリエ（工房）という雰囲気で建築従事者育成を実践。
入学資格は、住宅建築設計スタジオ（2年）は22歳以上、その他は20歳以上としている。
[デザインファーム建築設計スタジオ http://www.designfarm.org ]

## 設置講座
「建築設計のプロを目指す初心者対象クラス」 
- - 昼間部 建築設計スタジオ（2年/定員20名）

```
 入学資格：20歳以上 
 授業時間：月曜日から金曜日10:00～16:00
```

- - 昼間部 住宅建築設計スタジオ（2年/定員8名）

```
 入学資格：22歳以上 
 授業時間：月曜日から金曜日10:00～16:00
```

- - 夜間部 建築設計スタジオ（2年 [3年・1年] /定員各20名）

```
 入学資格：20歳以上 
 授業時間：月曜日と木曜日19:30～21:40
```

- - 土曜部 建築設計スタジオ（2年 [3年・1年] /定員各20名）

```
 入学資格：20歳以上 
 授業時間：土曜日13:00～17:30
```

「スキルアップを目指す経験者対象クラス」
- - 建築設計計画スタジオ　（約10ヶ月:全25回/定員18名）

```
入学資格：建築設計・製図に関する基本的な知識と技術を持っていること
授業時間：日曜日13:00～17:00
```